# Честер (округ, Теннесси)
Округ Честер (англ. Chester County) располагается в штате Теннесси, США. Официально образован в 1879 году. По состоянию на 2010 год, численность населения составляла 17 131 человек.

## География
По данным Бюро переписи США, общая площадь округа равняется 740,741 км2, из которых 740,741 км2 — суша, и 0,200 км2, или 0,080 % — это водоёмы.

## Население
По данным переписи населения 2000 года в округе проживает 15 540 жителей в составе 5660 домашних хозяйств и 4199 семей. Плотность населения составляет 21,00 человек на км2. На территории округа насчитывается 6 178 жилых строений, при плотности застройки около 8,00-ти строений на км2. Расовый состав населения: белые — 88,13 %, афроамериканцы — 10,03 %, коренные американцы (индейцы) — 0,23 %, азиаты — 0,23 %, гавайцы — 0,00 %, представители других рас — 0,31 %, представители двух или более рас — 1,07 %. Испаноязычные составляли 0,97 % населения независимо от расы.
В составе 5 660,00 % из общего числа домашних хозяйств проживают дети в возрасте до 18 лет, 18,00 % домашних хозяйств представляют собой супружеские пары, проживающие вместе, 59,00 % домашних хозяйств представляют собой одиноких женщин без супруга, 11,50 % домашних хозяйств не имеют отношения к семьям, 22,60 % домашних хозяйств состоят из одного человека, 10,80 % домашних хозяйств состоят из престарелых (65 лет и старше), проживающих в одиночестве. Средний размер домашнего хозяйства составляет 2,55 человека, и средний размер семьи — 2,97 человека.
Возрастной состав округа: 24,20 % — моложе 18 лет, 14,40 % — от 18 до 24, 26,40 % — от 25 до 44, 21,40 % — от 45 до 64, и 21,40 % — от 65 и старше. Средний возраст жителя округа — 34 года. На каждые 100 женщин приходится 94,50 мужчин. На каждые 100 женщин старше 18 лет приходится 90,20 мужчин.
Средний доход на домохозяйство в округе составлял 34 349 USD, на семью — 41 127 USD. Среднестатистический заработок мужчины был 31 378 USD против 21 615 USD для женщины. Доход на душу населения составлял 15 756 USD. Около 11,10 % семей и 14,40 % общего населения находились ниже черты бедности, в том числе — 18,50 % молодежи (тех, кому ещё не исполнилось 18 лет) и 15,30 % тех, кому было уже больше 65 лет.